# Mundos Oceánicos
Mundos Oceánicos es un término acuñado por la NASA para agrupar aquellos planetas, planetas enanos y lunas que albergan agua líquida dentro del sistema solar. Todos los cuerpos de nuestro Sistema Solar que plausiblemente puedan tener o se sabe que tienen un océano serán considerados en este marco.  Se han confirmado como mundos oceánicos a Encélado, Europa, Titán, Ganimedes y Calisto. Tritón, Plutón, Ceres y Dione son considerados candidatos a formar parte de los mundos oceánicos. 

## Importancia astrobiológica
Los mundos oceánicos son de gran interés desde un punto de vista astrobiológico  por su potencial para desarrollar vida y mantener la actividad biológica a lo largo de escala de tiempo geológicas. En consecuencia la NASA ha desarrollado un Mapa de Ruta de los mundos oceánicos (ROW, Roadmaps to Ocean Worlds). El objetivo es identificar los mundos oceánicos, caracterizas sus océanos, evaluar su habitabilidad, buscar vida y si se encontrara vida entenderla. El mapa de ruta se inició en 2016 y fue presentado en 2019.
La tierra es un mundo oceánico que ha sido y es estudiado en profundidad por ello se utiliza como referencia. Su superficie está cubierta aproximadamente 71% de agua, sin embargo, no es el único cuerpo del sistema solar que tiene agua. El agua existe en otros mundos en diversos estados (sólido, líquido o gaseoso) en lunas, planetas enanos e incluso cometas. La presencia de agua junto con una fuente de energía y la presencia de elementos esenciales (C,H,O,N) son considerados los pilares necesarios para la habitabilidad. En consecuencia, los mundos oceánicos son unos de los mejores candidatos para la búsqueda de vida ya que la vida en la tierra puedo haber comenzado en nuestros océanos. En la tabla se presenta el estado de las cuatro prerrequisitos para la subsistencia de vida en los cinco mundos oceánicos.
|                      | Océano atrapado            | Océano atrapado            | Océano atrapado            | Océano superficial        | Océano superficial        |                           |
| Mundos Oceánicos     | Ganimedes                  | Calisto                    | Titán                      | Europa                    | Encelado                  | Encelado                  |
| Agua líquida         | Demostrado o muy probable  | Demostrado o muy probable  | Demostrado o muy probable  | Demostrado o muy probable | Demostrado o muy probable | Demostrado o muy probable |
| Ambiente estable     | Demostrado o muy probable  | Demostrado o muy probable  | Demostrado o muy probable  | Demostrado o muy probable | Imposible                 | Imposible                 |
| Elementos esenciales | Demostrado o muy probable  | Probable no demostrado aún | Demostrado o muy probable  | Demostrado o muy probable | Demostrado o muy probable | Demostrado o muy probable |
| Energía              | Probable no demostrado aún | Probable no demostrado aún | Probable no demostrado aún | Demostrado o muy probable | Demostrado o muy probable | Demostrado o muy probable |

## Mundos Oceánicos confirmados
Europa
Europa es un satélite de Júpiter. La estructura interna de Europa se caracteriza por tener un núcleo rico en hierro, rodeado de un manto silicatado, un océano y una corteza de hielo. La evidencia más fuerte de la existencia  de un océano líquido proviene el magnetómetro de la sonda Galileo. Este indica que el campo magnético de Júpiter se distorsiona en la órbita de Europa, lo que revela la existencia de un campo inducido debido líquido conductor, probablemente un océano salado. Los modelos del interior del satélite indican que las mareas provocadas por la gravedad que Júpiter ejerce sobre Europa, producen calor suficiente para mantener un océano líquido debajo de la corteza de hielo. Este océano se encuentra en contacto con el suelo rocoso , de modo similar a como ocurre en la tierra, lo que plantea la posibilidad de que puedan albergar vida quimiosintética similar a la que encontramos en los respiraderos hidrotermales, las filtraciones frías y otras formas de flujo de fluidos del fondo marino en la Tierra.
Titán
Titán es uno de los satélites de Saturno y el único del sistema solar con una atmósfera densa como la tierra. Tiene analogías con la tierra, como que el  principal componente de su atmósfera es el nitrógeno, tiene un ciclo de metano activo (similar al ciclo de agua de la tierra) donde los líquidos llueven de las nubes, tiene lagos y mares en su superficie que se evaporan de nuevo al cielo.  A partir de los datos de la misión  Cassini-Huygens se considera que su estructura interna consta de 5 capas. La capa más interna es un núcleo de roca (concretamente, roca de silicato que contiene agua) de unos 4.000 kilómetros de diámetro. Alrededor del núcleo hay una capa de hielo de agua, un tipo especial llamado hielo-VI, que sólo se encuentra a presiones extremadamente altas. El hielo a alta presión está rodeado por una capa de agua líquida salada, sobre la que se asienta una corteza exterior de hielo de agua. Esta superficie está recubierta de moléculas orgánicas que han llovido o se han depositado en la atmósfera en forma de arenas y líquidos.
Encelado

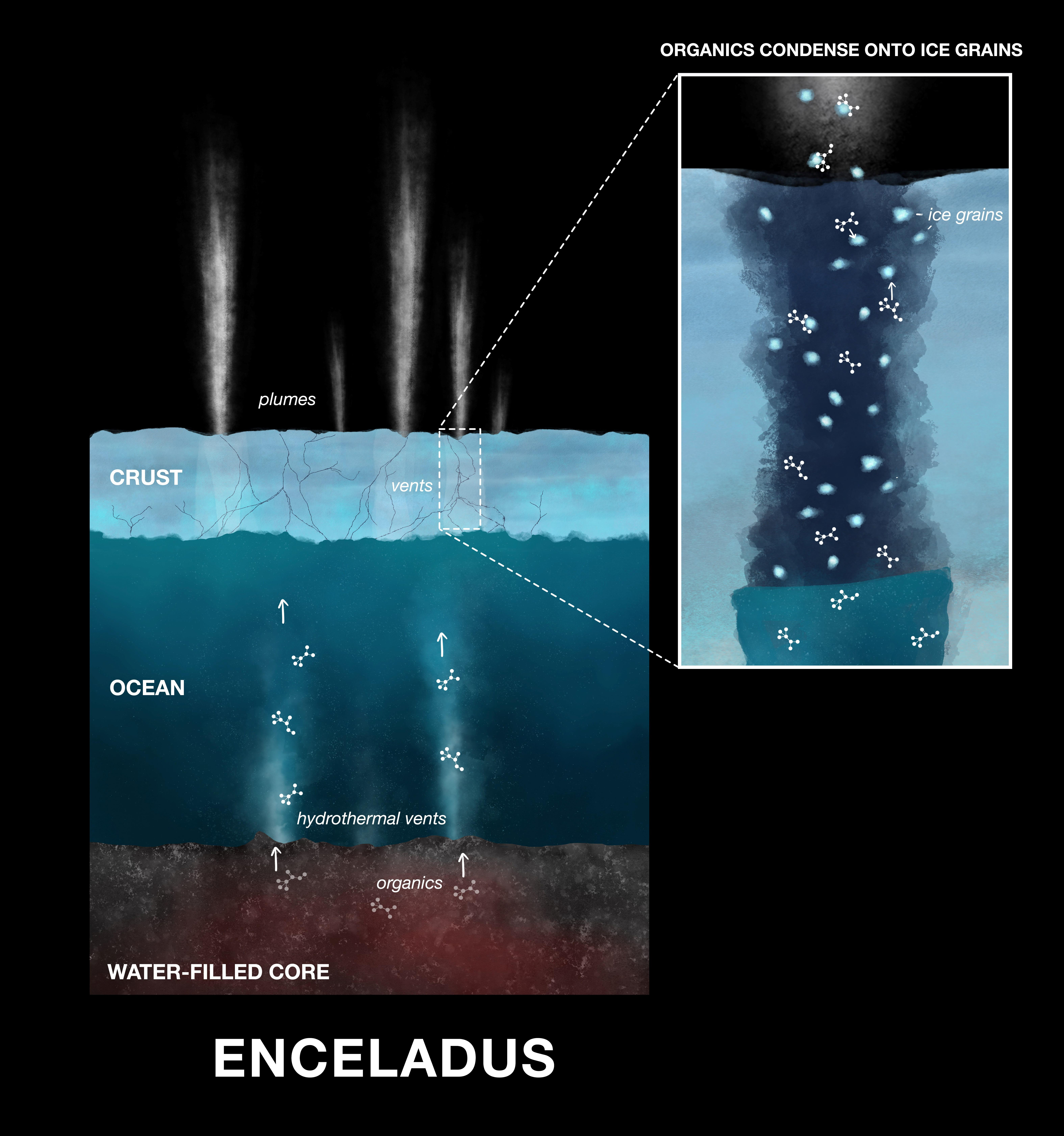
Conceptualización de los eventos hidrotermales que expulsan material del núcleo de Encelado hacia el enorme océano subterráneo de la luna. Después de mezclarse con el agua, el material se libera al espacio en forma de vapor de agua y granos de hielo. Condensados en los granos de hielo hay compuestos orgánicos portadores de nitrógeno y oxígeno

Encelado es un satélite de Saturno. Gracias a la sonda Cassini sabemos que debajo de su corteza de hielo existe un océano global de agua salada. Además tiene actividad geológica demostrada por plumas que brotan al espacio continuamente emitiendo vapor de agua, gases volátiles, dióxido de carbono, monóxido de carbono y sustancias químicas orgánicas complejas. La presencia de estas moléculas complejas con agua y la actividad hidrotermal refuerza la hipótesis de que el océano de Encelado puede ser un entorno habitable para la vida.  
Ganimedes
Ganimedes es un satélite de Júpiter con una estructura diferenciada, que consiste en un núcleo de hierro, un manto silicatado y una corteza de hielo de 100 km. A partir de los datos del magnetómetro de Galileo se deduce la presencia de un océano debajo de la corteza de hielo. Otra característica de Ganimedes es que posee un campo magnético propio, al igual que la Tierra y Mercurio.
Calisto
Calisto es el segundo satélite en tamaño, dentro de los satélites de Júpiter, estando en primer lugar Ganimedes. Calisto tiene una superficie helada cubierta de cráteres de diversas formas y tamaños. Los datos recogidos por Galileo indican que Calisto puede tener un océano subsuperficial y los científicos estiman que puede estar a 250 kilómetros por debajo de la superficie. Este océano podría estar interactuando con las rocas, lo que daría a Calisto la posibilidad de albergar vida. El interior de Calisto puede tener capas de hielo mezcladas con roca y metal, que posiblemente se extiendan hasta su centro.

## Misiones destinadas a la exploración en los Mundos Oceánicos
Europa Clipper
NASA Europa clippper  es una misión de la NASA que tiene previsto lanzarse en octubre de 2024. El principal objetivo científico es determinar si hay lugares bajo la superficie de Europa que puedan albergar vida. Para ello realizará unos 50 sobrevuelos en los que los instrumentos que llevan recogerán mediciones detalladas que permita determinar el grosor de la capa de hielo hasta el océano, como el océano interacciona con la superficie rocosa, la composición del océano así como la geología de Europa.
Dragonfly

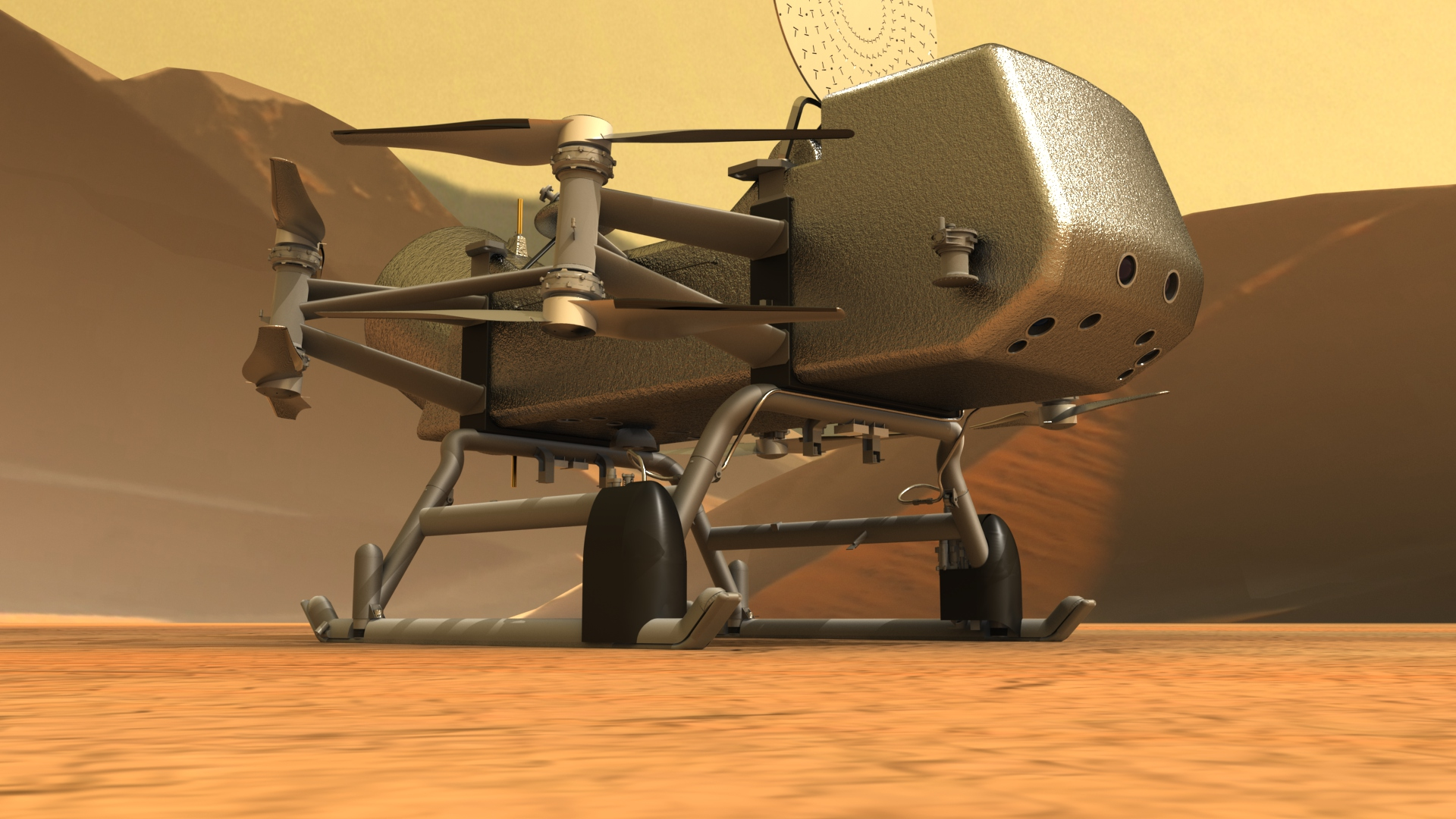
Concepto artístico del Dragonfly en Titán. Cuyo objetivo es explorar la química y la habitabilidad

Dragonfly es una misión de la NASA que tiene previsto aterrizar en Titán en 2036.  Como mundo oceánico, Titán ofrece una excepcional oportunidad de explorar los orígenes de la química prebiótica fuera del entorno terrestre. La combinación única de una química abundante, compleja y rica en carbono en su superficie, mayoritariamente helada, hace que sea un lugar ideal para estas investigaciones.
Dragonfly es un helicóptero que permitirá tomar muestras de diversas regiones y contextos geológicos, cuya finalidad científica es evaluar su habitabilidad, estudiar su química prebiótica y determinar la composición de su superficie.
JUICE
Juice (JUpiter ICy moons Explore) es una misión de la ESA que tiene previsto su lanzamiento en 2023 y su llegada a Júpiter en 2031. El principal objetivo científico es caracterizar el sistema de Júpiter y sus lunas heladas (Ganimedes, Europa y Calisto).  La sonda observará la atmósfera y magnetosfera de Júpiter. Durante su recorrido visitará Calisto, sobrevolándolo veinte veces a una altitud entre 200 y 5000 km y realizará dos vuelos sobre Europa con el objetivo de medir el espesor de la corteza de hielo  y analizar posibles zonas de aterrizaje para misiones futuras. Finalmente entrará en órbita con Ganimedes  para estudiar el hielo de su superficie, la estructura interna  y su océano subterráneo.
Objetivos científicos
- Calisto:

1. Caracterizar la corteza exterior y su océano.
2. Caracterizar la composición del material no helado.
3. Estudiar su pasado activo.

- Ganimedes:

1. Caracterizar la extensión del océano y su relación con la corteza oceánica.
2. Caracterizar la corteza de hielo.
3. Determinar la composición global, la distribución y la evolución de los materiales de la superficie.
4. Comprender la formación de las características de la superficie y buscar actividad pasada y presente.
5. Caracterizar el entorno local y su interacción con la magnetosfera joviana.

- Europa:

1. Determinar la composición del material no helado.
2. Buscar agua líquida en los lugares más activos.
3. Estudiar los procesos activos reciente.